# 造形芸術大学
造形芸術大学（ぞうけいげいじゅつだいがく）は、美術、立体造形、デザイン、写真映像などのビジュアルアート、舞台演出、演劇など造形芸術の教育研究などを行う大学である。
名古屋造形大学、宝塚大学、京都造形芸術大学などがある。